# 庚申社
庚申社（こうしんしゃ）は、福岡県直方市山部にある神仏習合で祀る神社。
境内には庚申の「申」と猿田彦大神の「猿」を結び付けられたものと考えられ、庚申信仰の三尸（さんし）説「見ざる聞かざる云わざる」などの石で彫られた「さる」が数百体ある。

## 祭神
- 神道では猿田彦大神
- 仏教では青面金剛

## 由緒
猿田彦大神を主神として元文2年（1737年）2月に唐津の庚申神社より現在地に鎮座した。

## 行事・祭典
- 12月5日: 例大祭
- 8月5日: 夏越祭

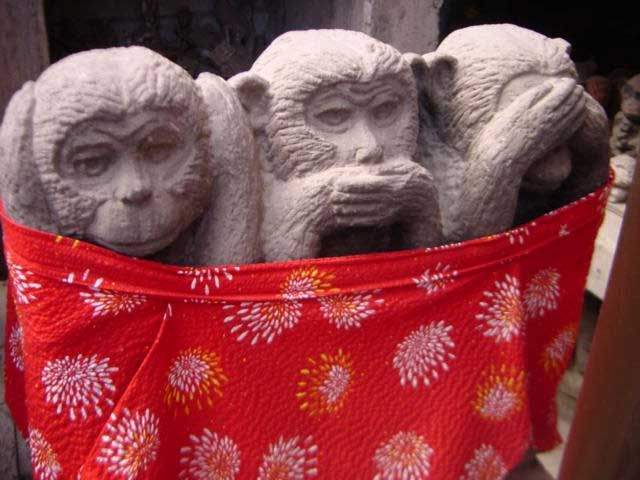
三猿

- 毎月5日: 月次祭(御神徳にあやかり1959年から直方中心商店街で「五日市」と呼ばれる大売出しのイベントが開催されている。)

## 所在地・交通
福岡県直方市山部601
- JR直方駅より徒歩10分